# Aleksandra z Lubomirskich Potocka
Aleksandra z Lubomirskich Potocka herbu Szreniawa bez Krzyża (ur. 1760, zm. 19 marca 1831 w Krakowie) – córka Stanisława Lubomirskiego i Izabeli Lubomirskiej, od 1776 r. żona Stanisława Kostki Potockiego, matka Aleksandra Stanisława Potockiego. 
Założycielka parku romantycznego w Morysinie i fundatorka położonych w nim budowli (pałacyk z rotundą, oraculum). Po śmierci męża w 1821 r. kontynuowała podjęte przez niego zabiegi na dworze carskim na rzecz utworzenia z dóbr wilanowskich ordynacji, między innymi dla zabezpieczenia trwania wilanowskiej kolekcji dzieł sztuki. 
W 1836 wraz z mężem została upamiętniona symbolicznym nagrobkiem w formie mauzoleum, wystawionym przez syna w Wilanowie.